# Anisotacrus konishii
Anisotacrus konishii là một loài tò vò trong họ Ichneumonidae.